# ديفيد جونسون (سياسي)
ديفيد جونسون (بالإنجليزية: David Johnson)‏ هو قاضي ومحامي وسياسي أمريكي، ولد في 3 أكتوبر 1782 في الولايات المتحدة، وتوفي بنفس المكان في 7 يناير 1855. حزبياً، نشط في الحزب الديمقراطي. انتخب عضو مجلس نواب كارولاينا الجنوبية وانتخب حاكم كارولينا الجنوبية ‏ (1 ديسمبر 1846 – 1 ديسمبر 1848).